# Лобанёв, Александр
Александр Лобанёв (латыш. Aleksandrs Lobaņovs; 30 августа 1976) — латвийский футболист, полузащитник. Выступал за сборную Латвии.

## Биография
Выступал за латвийский клуб из Риги, носивший названия «Ранто-АВВ», «Ранто-Микс», «ЛББ-Мидо», «РКБ-Арма». Большую часть карьеры провёл в первой лиге Латвии, где становился победителем (1997, 2002) и вторым призёром (1999, 2001). В высшей лиге провёл два сезона (1998, 2003), сыграв 38 матчей и забив 5 голов, клуб оба раза становился аутсайдером чемпионата. По окончании сезона 2003 года клуб был расформирован, о дальнейших выступлениях футболиста сведений нет.
21 апреля 1998 года дебютировал в национальной сборной Латвии в матче Кубка Балтии против Литвы (1:2), отыграв все 90 минут. Свой второй и последний матч сыграл 26 июня 1998 года против Андорры.